# Уваров, Михаил Семёнович (врач)
Михаил Семёнович Уваров (1856—1927) — русский санитарный врач, доктор медицины (honoris causa).

## Биография
Родился в 1856 году.
В 1876 году окончил 6-ю Санкт-Петербургскую гимназию, в 1881 году — Петербургскую медико-хирургическую академию. В 1883—1886 гг. работал земским врачом в Тульской губернии. В 1885 году специализировался у Ф. Ф. Эрисмана по гигиене. С 1886 года стал работать санитарным врачом в Херсонской губернии; редактировал «Врачебно-санитарную хронику Херсонской губернии» (с 1890). Был уволен в 1892 году — по требованию губернатора. Работал с 1893 года санитарным врачом Московского земства; в 1894—1895 гг. был заведующим санитарным бюро Тверского земства. 
С 1896 года состоял в медицинском департаменте Министерства внутренних дел; редактировал «Вестник общественной гигиены, судебной и практической медицины». Одновременно, он преподавал общую и школьную гигиену на высших курсах при лаборатории П. Ф. Лесгафта. 
После эвакуация из Крыма Белой армии был назначен в 1921 году заведующим кафедрой общей гигиены Крымского медицинского института. С 1926 года — главный санитарный врач курортов Южного берега Крыма.
М. С. Уваров является автором свыше 100 научных работ, посвященных вопросам санитарной статистики, демографии, изучению заболеваемости населения, гигиене населенных мест, противоэпидемическим мероприятиям, бальнеологии, профессиональной гигиене. Он был участником всех Пироговских съездов. Его выступление на IV Пироговском съезде (1891), посвящённое объединению программ санитарно-статистических исследований, способствовало разработке так называемой Пироговской классификации и номенклатуры болезней. Уваров одним из первых в России стал изучать заболеваемость сельского населения, условия труда и быта сельскохозяйственных рабочих. Широко использовал в гигиенических исследованиях социологические методы — опрос и анкетирование.